# Scheria
Scheria – występująca w mitologii greckiej wyspa zamieszkana przez Feaków, którzy schronili się na niej przed napadami cyklopów, opisana w Odysei Homera. Władca Feaków, Alkinoos, gościł na niej Odyseusza, wyrzuconego na brzeg przez sztorm (Odyseja, ks. VI–XIII). Pierwszy opis utopii w literaturze starogreckiej.